# Sardis City, Alabama
Sardis City là một thị trấn thuộc quận Etowah, tiểu bang Alabama, Hoa Kỳ. Dân số năm 2009 là 2129 người, mật độ đạt 105 người/km².